# 8141 Nikolaev

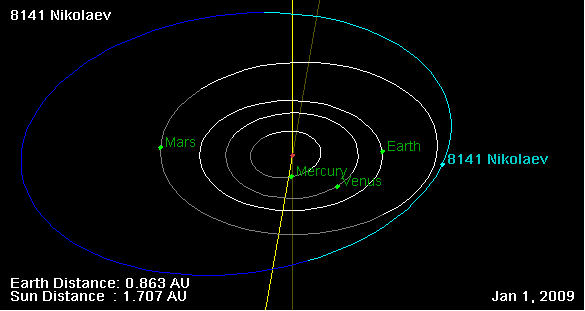
8141 Nikolaev

8141 Nikolaev eller 1982 SO4 är en asteroid i huvudbältet som upptäcktes den 20 september 1982 av den rysk-sovjetiske astronomen Nikolaj Tjernych vid Krims astrofysiska observatorium på Krim. Den har fått sitt namn efter staden Mykolajiv.
Asteroiden har en diameter på ungefär 4 kilometer.